# Луковица (община Каменица)
Вижте пояснителната страница за други значения на Луковица.
Луковица (на македонска литературна норма: Луковица) е село в Северна Македония, в община Каменица (Македонска Каменица).

## География
Селото е разположено в областта Осоговия.

## История
На 3 km югозападно от селото са останките от средновековната крепост Калата.
В края на XIX век Луковица е малко село в Малешевска каза на Османската империя. Според статистиката на Васил Кънчов („Македония. Етнография и статистика“) от 1900 година Лукавица е населявано от 140 жители българи християни.
Цялото християнско население на селото е под върховенството на Българската екзархия. По данни на секретаря на екзархията Димитър Мишев (La Macédoine et sa Population Chrétienne) в 1905 година в Луковица има 80 българи екзархисти. На 12 февруари 1915 година сръбските окупатори заколват 3-ма българи от селото – 70-годишния Мите Милушев и Михаил Атанасов извън него, а Ангел Костадинов пред очите на 26 след това застреляни в Каменица от сръбските окупатори българи от Кочанско, бягащи от сръбския окупационен терор.
Според преброяването от 2002 година в Луковица живеят 269 жители, всички македонци.